# Brufe (Terras de Bouro)
Brufe  ist ein Ort und eine ehemalige Gemeinde (Freguesia) im Norden Portugals.

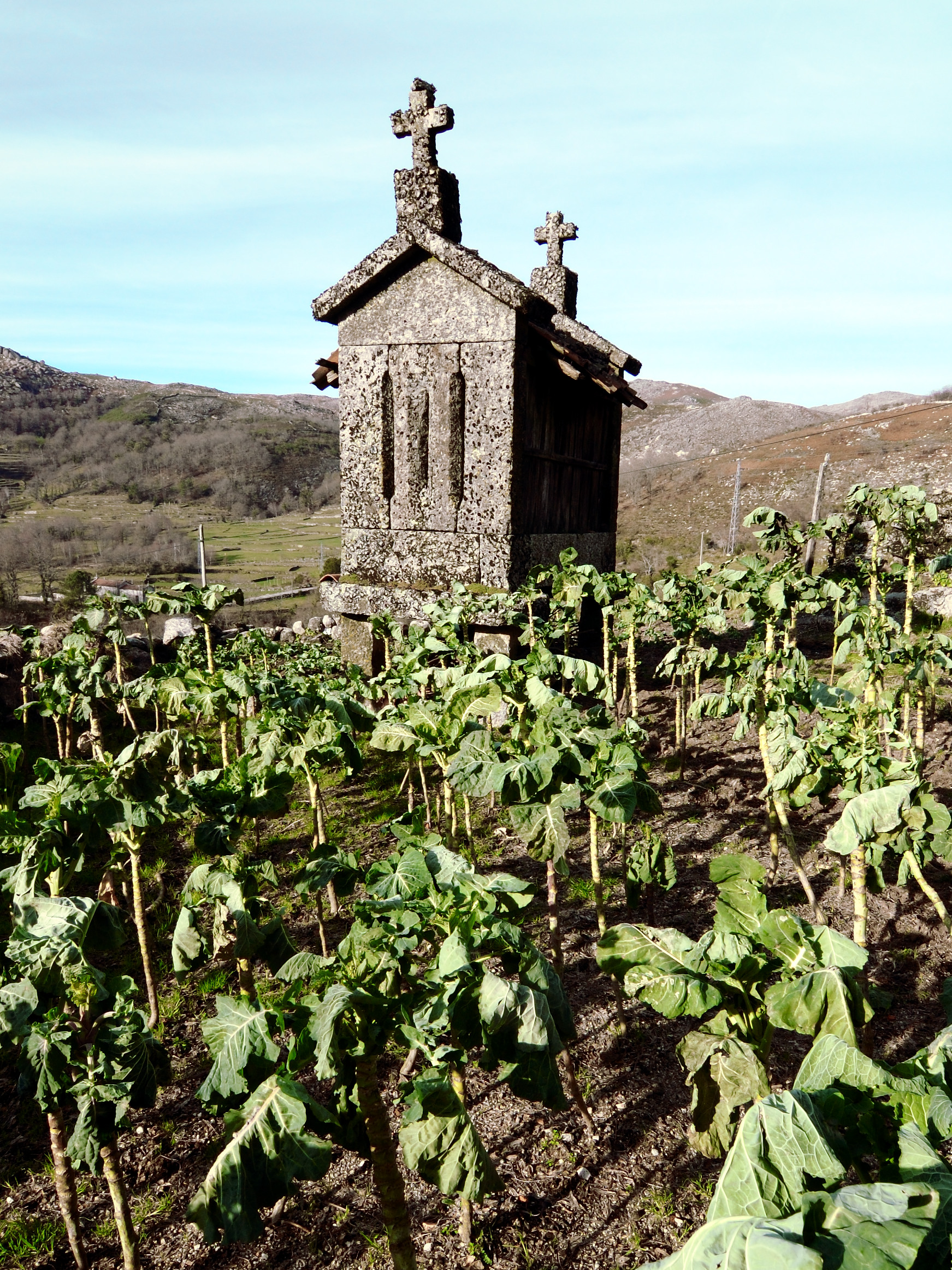
Espigueiro bei Brufe

Brufe  gehört zum Kreis Terras de Bouro im Distrikt Braga. Die Gemeinde hatte eine Fläche von 6,5 km² und 50 Einwohner (Stand 30. Juni 2011).
Am 29. September 2013 wurden die Gemeinden Brufe und Cibões zur neuen Gemeinde União das Freguesias de Cibões e Brufe zusammengeschlossen.